# Bittva
A Bittva a Marcal negyedik legnagyobb mellékága a Torna, a Gerence-patak és a Sokorói-Bakony-ér után. A Bakony nyugati részén, Németbánya felett ered, és Békás határában folyik a Marcalba. Felső és középső szakaszán  természetes állapotú a patak, útja során több víztározót, horgásztavat táplál.